# サブコン
サブコンとは、１、ゼネコンの下請などとして、土木・建築工事の一部を請負う建設業者。この場合においては、元請業者から工事の一部を請け負うすべての下請け業者が、Subcontractor（下請業者・サブコン）といえる。
２、施主から分離発注された請負業者が、メインの建設業者に対してサブに当たるためサブコンと呼ばれる。この場合においては、杭工事、設備工事など、特定工種の工事だけを請け負うSpecialist Contractor（専門工事業者）を指す。※下記、分離発注参照
３、企業を下請けとする「卑下」した言い方と捉える向きもある。

## 分離発注
分離発注とは、施主が、ゼネコンや工務店を介さずに、専門工事業者と直接契約するシステムのことである。施主は、多くの業者と直接契約することになるため、工事内容や価格の他社比較を行うことができる。また、工事の進捗管理にも直接関わることで、契約の納得性が高まる。反面、窓口が増えることにより煩雑さを伴う上、建設業者１社に責任の所在を求めることが出来なくなる。
たとえば大規模な建築物を新築する際に、施主が、建築工事と設備工事を分離発注した場合は、建築業者と設備業者がそれぞれ元請となるが、建物を建てる中に設備機器を設置することになるため、それぞれが単独で工事を進めることは出来ない。この場合、通常は建築物を建てる建築業者が統括して工事を進めることになるため、実態として、建築業者がメイン、設備業者がサブとなる。
このように分離発注では、全体の建設工事から、設備業者を分離して発注されることが多いため、特に設備業者のことを指して、サブコンと呼ぶことが多い。
中小企業者の受注機会の増大を図ることを目的に「官公需法（官公需についての中小企業者の受注の確保に関する法律）」が制定されたことを機に、公共工事の分離発注が行われるようになった。
分離発注を行った際、サブとなった各設備工事会社は、メインの建設業者が設置した、共通仮設物（仮設事務所・仮設トイレ・工事用照明・建築足場・揚重費等）などを利用することになるので、請負金額の1.5～4％程度を、賦金（ぶきん＝仮設物利用料）として支払うことが多い。
また、分離発注に類似する発注形態として、コストオン契約がある。
コストオン契約は、施主が専門工事会社を指定し、工事金額を取り決め、その統括管理費用（コスト）を上乗せ（オン）して、元請会社と工事請負契約を締結し、元請会社と専門工事会社は、取り決められた工事金額をもって下請負契約を締結する契約方法である。
発注者（施主）・監理者・元請会社・専門工事会社の当事者の役割と責任が協定書で定められ、専門工事会社にとっては工事金額と施工責任が明確になり、メリットのある契約方式といえる。

## 業種

### 杭工事
場所打ち杭
場所打ち杭を専門に施工する会社。ジャパンパイル、丸五基礎工業、大洋基礎、東洋テクノなど。
既製杭
既製杭を専門に施工する会社。三谷セキサン、ジャパンパイル、日本コンクリート工業、日本ヒューム、トーヨーアサノなど。

### 鳶工事
足場・鉄骨・コンクリート工事等を専門に施工する会社。向井建設など。

### 設備工事
電気設備工事
電気工事を専門に施工する会社。関電工、きんでん、トーエネック、九電工、ユアテック、中電工、日本電設工業、住友電設、弘電社、栗原工業、東光電気工事、など。
なお、電気事業者発注による電気事業用電気工作物に対する工事については、電気事業者と関係が深い電気設備工事会社が元請受注するのが一般的である。
電気通信設備工事
電気通信工事を専門に施工する会社。日本コムシス、エクシオグループ、ミライト・ワン、OKIクロステックなど。上記電気設備工事会社のうち、電気事業者と関係が深い電気設備工事会社は、電気通信設備工事会社としても主要な会社であるケースが少なくない。
なお、通信事業者発注による事業用電気通信設備に対する工事については、通信事業者と関係が深い通信設備工事会社が元請受注するのが一般的である。
空気調和設備工事
空気調和設備（空調設備）を専門に施工する会社。高砂熱学工業、新菱冷熱工業、大気社、三機工業、ダイダン、新日本空調、日比谷総合設備、東洋熱工業、大成温調、朝日工業社、三菱電機冷熱プラント、テクノ菱和、第一工業、三協興業、三建設備工業、日本ファシリオ、川崎設備工業、マグマ冷熱工業など。
衛生設備工事
給排水衛生設備を専門に施工する会社・管工事業者。斎久工業、須賀工業、西原衛生工業所、日立プラント、東芝プラント、城口研究所、シブヤパイピング工業など。
（実際は空調と衛生はどちらに比重を置いているかの違いであって基本的には管工事業者は空調、衛生どちらもできる場合が多い）
消防設備工事
消防設備を専門に施工する会社。能美防災、ホーチキ、ニッタン、日本ドライケミカル、宮本工業所、東京防災設備など。